# Albert Reibmayr (Maler)
Albert Reibmayr (* 20. April 1881 in Linz, Oberösterreich; † 30. März 1941 in Kleve, Rheinprovinz) war ein österreichischer Genre- und Tiermaler sowie Grafiker.

## Leben
Albert Reibmayr, Sohn des Arztes und Rassentheoretikers Albert Reibmayr und dessen Ehefrau, einer geborenen Dierzer von Traunstein (1850–1921), studierte in den Jahren 1897 bis 1901 an der Kunstgewerbeschule des Österreichischen Museums für Kunst und Industrie in Wien. Dort waren Franz Matsch, Andreas Groll und Alfred Roller seine Lehrer. Danach wechselte er nach München, wo der Tiermaler Heinrich von Zügel ihn unterrichtete. Ab 1907 besuchte Reibmayr die Kunstakademie Düsseldorf. Dort war er Schüler der Meisterklasse für Tier- und Freilichtmalerei von Julius Paul Junghanns. 1907/1908 gehörte er zu den Gründern der secessionistischen Künstlergruppe Niederrhein. Von 1909 bis 1913 war Reibmayr Mitglied des Künstlervereins Malkasten. 1910 und 1912 wurde er mit der „Silbernen Staatsmedaille“ Österreichs ausgezeichnet. Nach Studienreisen durch Belgien und die Niederlande ließ er sich 1913 in Kleve nieder, wo er 1936 – unter anderem mit Achilles Moortgat – zu den Gründern der Künstlergilde Profil gehörte. Dieser Künstlergemeinschaft gehörte als Mitgründer auch der Landschaftsmaler Josef Mooren an, mit dem Reibmayr zeitweise eine gemeinsame Kunsthandlung an der Haagschen Straße in Kleve betrieb. Reibmayr beteiligte sich an Ausstellungen in Österreich und Düsseldorf.
Bekannt wurde er vor allem durch die Darstellung von Pferden. Dies trug ihm die Zuschreibung ein, ein „Dichter der Pferde mit dem Pinsel“ zu sein.